# 马尔萨克 (上比利牛斯省)
马尔萨克（法語：Marsac，法語發音：[maʁsak]）是法国上比利牛斯省的一个市镇，位于该省北部，属于塔布区。

## 地理
马尔萨克（43°19'42"N, 0°5'14"E）面积1.55 平方千米，位于法国奧克西塔尼大區上比利牛斯省，该省份为法国西南部内陆省份，北至热尔省，西接大西洋比利牛斯省，南与西班牙接壤，东临上加龙省。
与马尔萨克接壤的市镇（或旧市镇、城区）包括：马尔萨克附近维勒纳沃、昂德雷斯特、皮若、萨尔尼盖、托斯塔。

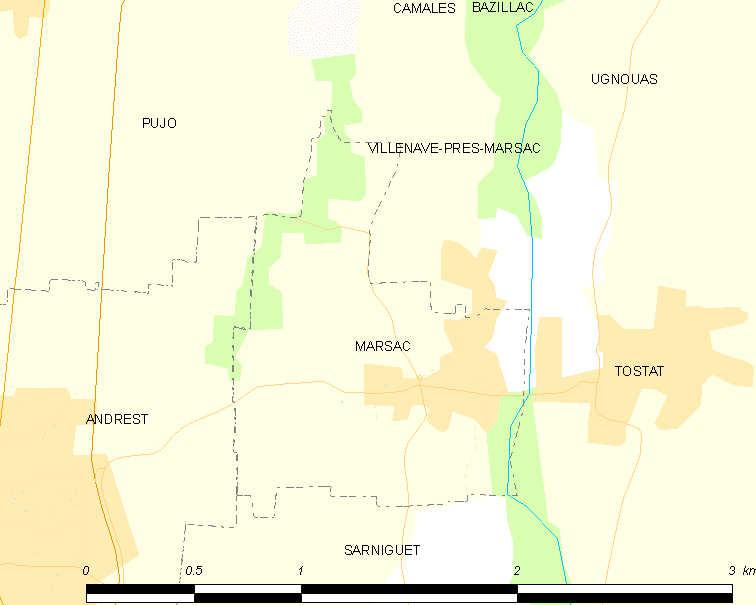
的OSM定位图

马尔萨克的时区为UTC+01:00、UTC+02:00（夏令时）。

## 行政
马尔萨克的邮政编码为65500，INSEE市镇编码为65299。

## 政治
马尔萨克所属的省级选区为比戈尔地区维克县。

## 人口

1962-2008年间人口变化图示

马尔萨克于2022年1月1日时的人口数量为230人。